# Police (stacja kolejowa)
Police – stacja kolejowa położona przy ul. Stefana Batorego w Policach (województwo zachodniopomorskie).

## Informacje ogólne
Jest jedną z trzech stacji kolejowych w granicach administracyjnych Polic. Zlokalizowana tuż przed przejazdem kolejowo-drogowym w ciągu ulic Grunwaldzka – Tanowska (droga wojewódzka nr 114). Wejście główne przez budynek dworca znajduje się od strony ul. Batorego (nieopodal Urzędu Miasta i Gminy Police), drugie od ul. Siedleckiej, przez przejście podziemne pod torami. W pobliżu dworca znajduje się nastawnia „Po”. Ze stacji Police prowadzi także linia do stacji towarowej Police Chemia. Najbliższy przystanek ZDiTM „Police Dworzec”.
W czerwcu 2025 roku przez stację przejechały pociągi Turystyki Kolejowej Turkol.pl "Kapitan" relacji Szczecin Główny - Police - Szczecin Główny oraz pociąg "Majtek" relacji Police - Trzebież Szczeciński - Police.

## Plany na przyszłość
W ramach projektu Szczecińskiej Kolei Metropolitalnej planowana jest modernizacja stacji, obejmująca remont peronów, budowę kładek nad torami oraz przebudowę układu drogowego przed budynkiem dworca wraz z utworzeniem węzła przesiadkowego.

## Hydrierwerke Pölitz
Nieistniejąca już stacja towarowa położona na terenie dawnej fabryki benzyny syntetycznej Hydrierwerke Pölitz. Budynek stacji zlokalizowany jest ok. 1,2 km na północ od skrzyżowania ulic Tanowskiej i Piłsudskiego w Policach, obecnie zdewastowany. Tory prowadzące do stacji zostały prawdopodobnie rozebrane tuż po zakończeniu II wojny światowej.